# Hvem brænder børnene i helvede?
Hvem brænder børnene i helvede? er en kortfilm instrueret af Peter Bækkel efter manuskript af Arn Lou, Peter Bækkel.

## Handling
Filmens historie er baseret på en roman af Arn Lou, der sammen med filmens instruktør Peter Bækkel, har skrevet filmens manuskript. Filmen er kort fortalt en historie om håb og overlevelse; om aldrig at give op. En film om det at kunne vokse sig stærk og sejrrig i livet på trods af store vanskeligheder og på trods af manglen på en grundlæggende kærlighed fra ens forældre. Nogen derude vil elske dig - hvis du giver dem lov.